# Hans Bjerring
Hans Christian Bjerring, född 30 maj 1931, är en dansk-svensk paleontolog, docteur ès sciences; han har varit förste intendent vid Sektionen för paleozoologi vid Naturhistoriska riksmuseet, Stockholm.

## Forskning
Bjerring har främst behandlat huvudets utvecklingshistoria hos ryggradsdjuren, grundat på analys av detaljerade modeller av skallen hos grodfiskar och salamanderfiskar från devon samt modeller av embryon från bland annat hajar. Han räknas till den så kallade Stockholmsskolan inom paleontologin jämte namn som Erik Stensiö, Erik Jarvik, Gunnar Säve-Söderbergh och Tor Ørvig. 
En grundläggande tes i Bjerrings forskning är att huvudet till stor del har bildats genom en komplex sammanflätning av anatomiska segment, dvs. att huvudet i grunden är segmenterat men att dess segmentella uppbyggnad "slätas över" såväl onto- som fylogenetiskt. Detta gäller hjärnnervernas förlopp och sammansättning, svalgbågarna och deras koppling till hjärnskålen, organ och strukturer härledda från svalgfickorna, samt muskulaturen i skallbasen hos lobfeniga fiskar.
Bjerring har även föreslagit nya lösningar på några klassiska problem i den jämförande anatomin. Han menar liksom Jarvik att däggdjurens tre hörselben kan härledas helt från strukturer i tungbensbågen, inte från både tungbensbågen och käkbågen som den så kallade Reichert-Gaupp-teorin gör gällande. Ett annat problem är vilket av två stora benpar i skalltaket hos lobfeniga fiskar som motsvarar hjässbenet hos landryggradsdjuren. Bjerring förfäktar här en tredje väg, som tar avsteg i att lillhjärnstaket (tentorium cerebelli) hos däggdjuren kan vara rester av ett benpar som genom ändhjärnans (telencephalon) starka expansion förpassats från skalltaket till ett läge mellan lillhjärnan och ändhjärnans hemisfärer, varvid hjässbenet kommit att inta dess tidigare plats. Han har även analyserat de pariga extremiteternas grundläggande uppbyggnad genom att jämföra bröst- och bukfenor hos grodfisken Eusthenopteron foordi med bakbenet hos det devonska fyrfotadjuret Ichthyostega och människofoster.
Loxommatider är en grupp urgroddjur från karbon i Europa. De kännetecknas av egendomligt nyckelhålsformade ögonhålor med en urgröpning framtill tårbenet och prefrontalbenet. Vilken funktion urgröpningen fyllde är oklar; en möjlighet är att den innehöll en saltkörtel. Bjerring har föreslagit att den innehöll ett elsinnesorgan.
Fengäddor (bikirer) är en grupp egenartade benfiskar vars anatomi har studerats av Bjerring. Han har beskrivit ett par intrakraniella ligament som håller hjärnan på plats,, variationer i plogbenets (vomer) struktur, luktorganets byggnad i embryonalstadiet och en öppning i hjärnans fjärde ventrikel liknande den hos däggdjuren.. Bjerring bestrider den gängse uppfattningen att fengäddorna hör till gruppen strålfeniga fiskar, bland annat därför att några påstådda homologier mellan kraniets täckben hos fengäddor och strålfeniga fiskar visat sig felaktiga
Bjerring har namngivit urgroddjuren Selenocara och Aquiloniferus från Grönlands äldre trias. Hans skrifter är rikt illustrerade och utmärks av en pregnant, stundom polemisk stil. Han har även skrivit populärvetenskapliga artiklar.